# 周夔 (成化進士)
周夔（1453年—？），字甫敬，江西吉安府廬陵縣人，民籍，明朝政治人物。

## 生平
江西鄉試第十六名舉人，成化二十三年（1487年）中式丁未科會試第一百六十七名，二甲第四名進士。

## 家族
曾祖周思榮；祖父周彥政；父周實，母龍氏。慈侍下。